# Rabbi Tarfon

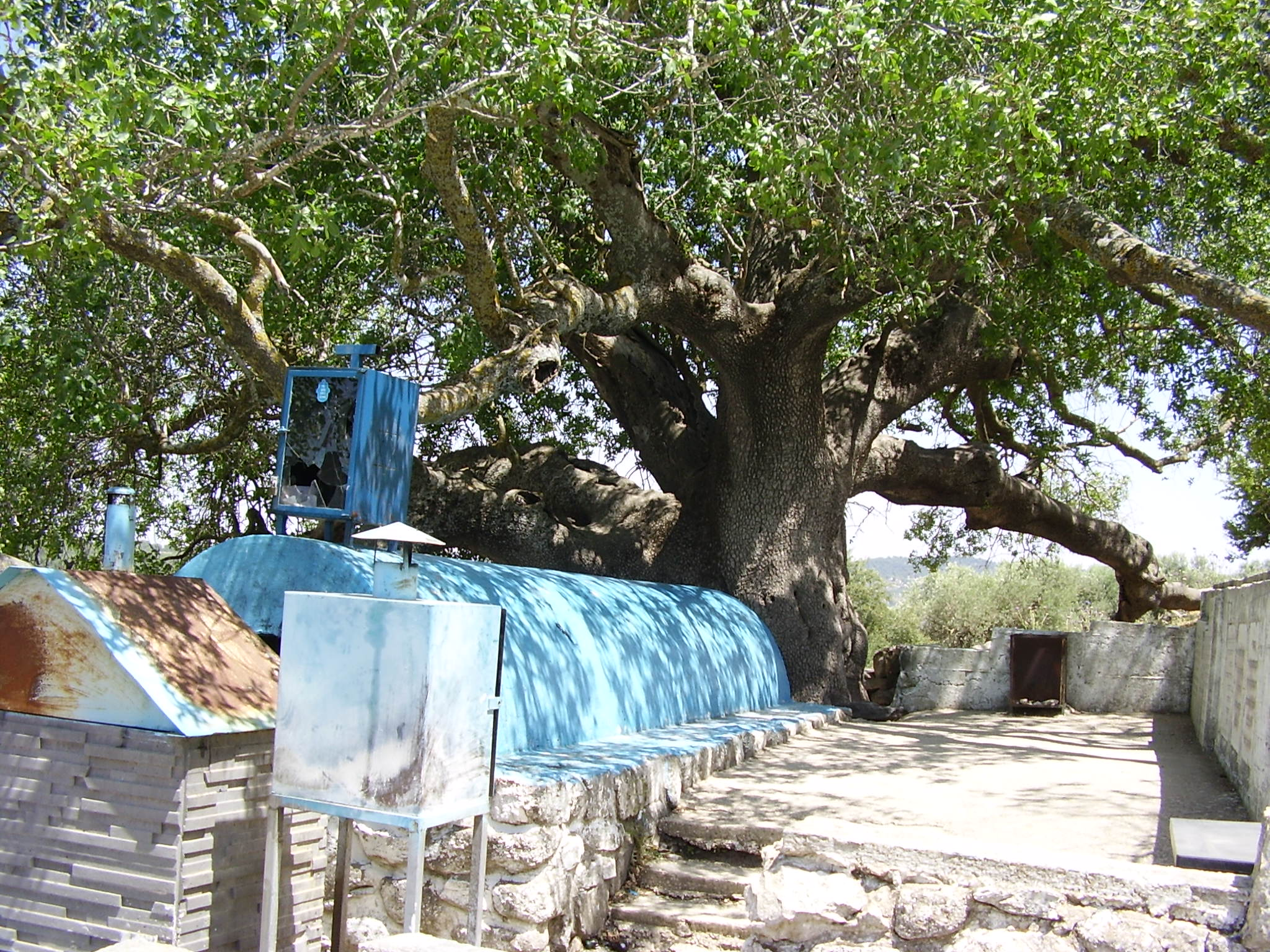
Tombe de Rabbi Tarfon à Kaditha

Rabbi Tarfon ou Tarphon, (en hébreu : רבי טרפון, du grec Tryphon), était un prêtre, et un tanna de la génération qui suit la destruction du Temple (début du IIe siècle). Il appartient à la troisième génération des sages de la Michna, qui ont vécu dans la période entre la destruction du Second Temple (70 ap. J.-C.) et la chute de Bethar (135).
Il est issu d'une riche famille de prêtres. C'est un élève de Rabban Yohanan ben Zakkaï. Comme d'autres maîtres de son époque, son nom est d'origine grecque et il signifie maître, guide. Il dirigeait un centre d'étude dans la ville de Lod.
Selon une tradition rapportée par le Ari zal, sa tombe se situe à proximité de Kaditha, sous un grand pistachier (Pistacia atlantica).

## Biographie

### Origines et caractère
Il est dit qu'il a vécu à Yavneh, bien qu'il soit évident qu'il vivait aussi à Lydda (Lod). Il était de lignée sacerdotale et il est expressément dit qu'il officiait dans le Temple de Jérusalem (Yer. Yoma iii 7). Comme prêtre, il exigeait l'offrande Teroumah, celle due aux Cohanim, même après que le Temple a été détruit (Tosef ., Ḥag. iii), tandis que sa générosité lui fit retourner à un père, l'argent que celui-ci lui avait envoyé pour son premier-né, bien que cela fasse partie de son apanage sacerdotal.
Bien que riche, il possédait une modestie extraordinaire; dans un cas il a profondément regretté d'avoir mentionné son nom dans un moment de péril, car il craignait qu'en utilisant sa position comme Docteur de la loi pour échapper à un danger, il ait violé la règle interdisant l'utilisation des connaissances de la Torah à des fins pratiques.

### Enseignement halakhique
Rabbi Tarfon était un adepte de l'école de Shammaï. Il a été enclin à la clémence dans l'interprétation des halakhot de Shammai qui n'avaient pas été effectivement mis en pratique. Il a souvent pris des décisions en opposition directe avec les disciples de Shammaï quand ceux-ci ont imposé des restrictions d'une sévérité excessive. À son avis, « les points de vue objectifs sont toujours le critère déterminant pour prendre des décisions juridiques. Il décide toujours à l'avantage du prêtre, et encourage également l'accomplissement des rites dans lesquels le prêtre occupe le rôle central. »
Rabbi Tarfon est connu pour ses controverses halakhiques avec Rabbi Akiva, avec Shimon bar Yochaï, et rabbi Eléazar ben Azaryah (en). Il est mentionné brièvement à l'égard de Brouria (la femme de Rabbi Meïr). Dans la discussion sur l'importance relative de la théorie et de la pratique, Tarfon a décidé en faveur de celle-ci.
La Tosefta, une œuvre de date incertaine, attribue à Rabbi Tarfon un commentaire beaucoup discuté sur l'attitude à avoir en cas d'incendie. Pour Tarfon, il était bien sûr obligatoire de sauver les livres du judaïsme contenant le nom de Dieu. En revanche, il disait qu'il n'était pas nécessaire de sauver les gilyonim (un terme désignant les livres des Nazôréens et qui pourraient inclure certains évangiles que nous connaissons aujourd'hui) et les livres des minim.